# North Kent Island
North Kent Island ist eine der Königin-Elisabeth-Inseln in Nunavut, Kanada.

## Geografie
Die Insel liegt am nordwestlichen Ausgang des Jonessunds zwischen der Colin-Archer-Halbinsel der Devon-Insel und der Simmons-Halbinsel der Ellesmere-Insel. Sie ist von der Ellesmere-Insel durch das 4 bis 6 km breite Hell Gate getrennt, von der Devon-Insel durch die Cardigan Strait. North Kent Island ist 41 km lang und im nördlichen Teil bis zu 22 km breit. Es besitzt eine Fläche von 590 km². Das abgeflachte Inselplateau erreicht im Süden eine Höhe von etwa 600 m über dem Meeresniveau und ist hier immer von einer 150 km² großen Eiskappe bedeckt. Die Küsten fallen steil ins Meer ab. Nur im flacheren Norden geht die Insel mit geringer Neigung in die Norwegian Bay über. Die Insel besteht aus paläozoischem Sandstein, Kalkstein und Dolomit.

## Natur
North Kent Island wird von BirdLife International als Important Bird Area (NU052) ausgewiesen. Auf den Kliffs am Hell Gate und auf Calf Island, das der Insel südöstlich vorgelagert ist, nisten Tausende von Seevögeln. Zu nennen sind die Gryllteiste, die Eiderente, die Eismöwe und die Thayermöwe. Da das Meer im Hell Gate und in der Cardigan Strait auch im Winter nicht vollständig zufriert, können einige Vögel hier sogar überwintern. In den angrenzenden Gewässern leben Meeressäuger wie Walrosse, Ringelrobben, Bartrobben, Narwale und Weißwale. Auch der Eisbär ist hier anzutreffen.

## Geschichte
Die Insel wurde im Mai 1852 von Edward  Belcher auf der Suche nach der verschollenen Franklin-Expedition entdeckt. Das Gebiet wurde von der Zweiten Norwegischen Fram-Expedition 1898–1902 sorgfältig erforscht und kartiert. Otto Sverdrup erreichte die Insel mit dem Hundeschlitten am 13. April 1900.